# Hexanitritocobaltate(III) de sodium
L'hexanitritocobaltate(III) de sodium est un composé inorganique de formule Na3[Co(NO2)6]. Il a été utilisé comme réactif pour le test qualitatif des ions potassium et ammonium.

## Synthèse et réactions
Le composé est produit par une réaction d'oxydation du nitrate de cobalt(II) avec du nitrite de sodium dans une solution d'acide acétique :
{\displaystyle {\mathsf {4Co(NO_{3})_{2}+24NaNO_{2}+4CH_{3}COOH+O_{2}\ \xrightarrow {50-60^{o}C} \ 4Na_{3}[Co(NO_{2})_{6}]+8NaNO_{3}+4CH_{3}COONa+2H_{2}O}}}

## Application pour analyse du potassium
Bien que l'hexanitritocobaltate(III) de sodium soit soluble dans l'eau, il est utilisé pour la détermination quantitative des ions potassium, thallium et ammonium. Dans des conditions de réaction appropriées, un sel double insoluble, tel que K2Na[Co(NO2)6]·H2O, précipite et peut être pesé pour quantifier ces ions. Dans l'analyse géochimique, la cobaltinitrite de sodium est utilisée pour distinguer les feldspaths alcalins des feldspaths plagioclases en coupe fine.